# Sudafrica ai XVII Giochi olimpici invernali
Il Sudafrica partecipò ai XVII Giochi olimpici invernali, svoltisi a Lillehammer, Norvegia, dal 12 al 27 febbraio 1994, con una delegazione di 2 atleti impegnati in due discipline.